# Municipio de Franklin (condado de Stone)
El municipio de Franklin (en inglés: Franklin Township) es un municipio ubicado en el condado de Stone en el estado estadounidense de Arkansas. En el año 2010 tenía una población de 547 habitantes y una densidad poblacional de 7,63 personas por km².

## Geografía
El municipio de Franklin se encuentra ubicado en las coordenadas 35°52′29″N 91°55′9″O / 35.87472, -91.91917. Según la Oficina del Censo de los Estados Unidos, el municipio tiene una superficie total de 71.68 km², de la cual 70,27 km² corresponden a tierra firme y (1,96 %) 1,41 km² es agua.

## Demografía
Según el censo de 2010, había 547 personas residiendo en el municipio de Franklin. La densidad de población era de 7,63 hab./km². De los 547 habitantes, el municipio de Franklin estaba compuesto por el 95,25 % blancos, el 0,18 % eran afroamericanos, el 1,65 % eran amerindios, el 0,18 % eran asiáticos y el 2,74 % eran de una mezcla de razas. Del total de la población el 0,55 % eran hispanos o latinos de cualquier raza.